# Dov-Ber Kerler
Dov-Ber Kerler (jiddisch דוב-בער קערלער, geboren am 6. März 1958 in Moskau) ist ein jiddischsprachiger Schriftsteller, Dichter und Sprachwissenschaftler. Er ist Professor für Germanic Studies und für Jewish Studies an der Indiana University Bloomington.

## Leben
Dov-Ber Kerler wurde 1958 als Sohn des russischen jiddischsprachigen Dichters Josef Kerler in Moskau geboren. Im Jahre 1971 wanderte er mit seinen Eltern nach Jerusalem aus. 1983 erwarb er seinen Bachelorabschluss in Jiddistik und Indogermanistik an der Universität Jerusalem. Sein Doktorat im Fach Jiddistik erhielt er an der Universität Oxford.
Dov-Ber Kerler hat seit 2000 den Dr. Alice Field Cohn Chair für Jiddistik am Institut für Germanistik an der Indiana University in Bloomington inne, wo er Kurse zu jiddischer Sprache und Kultur anbietet. Zuvor lehrte er an Hochschulen in Jerusalem, Oxford, Moskau und Wilna.

## Autoren- und Herausgeberschaft
Dov-Ber Kerler ist Verfasser mehrerer Artikel und Bücher und Herausgeber mehrerer Sammelbände und jiddischer Werke. 1995 erschien The Origins of Modern Literary Yiddish (Oxford), das sich aus seiner Dissertation in Oxford spies. Im Jahr 2003 wurde er Herausgeber des Jeruscholajmer Almanach (ירושלימער אלמאנאך Yerusholaymer Almanakh).
Manche seiner Gedichte veröffentlichte er unter dem Pseudonym Boris Karloff, etwa Wu mit an alef (וואו מיט אַן אַלף) im Jahre 1995. 1996 erschien Schpigl-ksaw (שפּיגל-כּתבֿ) mit Gedichten von ihm und seinem Vater.